# Monique Schaar
Pour les articles homonymes, voir Schaar.
 (décembre 2023).
La mise en forme du texte ne suit pas les recommandations de Wikipédia : il faut le « wikifier ».
Les points d'amélioration suivants sont les cas les plus fréquents :
- Les titres sont pré-formatés par le logiciel. Ils ne sont ni en capitales, ni en gras.
- Le texte ne doit pas être écrit en capitales (les noms de famille non plus), ni en gras, ni en italique, ni en « petit »…
- Le gras n'est utilisé que pour surligner le titre de l'article dans l'introduction, une seule fois.
- L'italique est rarement utilisé : mots en langue étrangère, titres d'œuvres, noms de bateaux, etc.
- Les citations ne sont pas en italique mais en corps de texte normal. Elles sont entourées par des guillemets français : « et ».
- Les listes à puces sont à éviter, des paragraphes rédigés étant largement préférés. Les tableaux sont à réserver à la présentation de données structurées (résultats, etc.).
- Les appels de note de bas de page (petits chiffres en exposant, introduits par l'outil «  Source ») sont à placer entre la fin de phrase et le point final[comme ça].
- Les liens internes (vers d'autres articles de Wikipédia) sont à choisir avec parcimonie. Créez des liens vers des articles approfondissant le sujet. Les termes génériques sans rapport avec le sujet sont à éviter, ainsi que les répétitions de liens vers un même terme.
- Les liens externes sont à placer uniquement dans une section « Liens externes », à la fin de l'article. Ces liens sont à choisir avec parcimonie suivant les règles définies. Si un lien sert de source à l'article, son insertion dans le texte est à faire par les notes de bas de page.
- La présentation des références doit suivre les conventions bibliographiques. Il est recommandé d'utiliser les modèles {{Ouvrage}}, {{Chapitre}}, {{Article}}, {{Lien web}} et/ou {{Bibliographie}}. Le mode d'édition visuel peut mettre en forme automatiquement les références.
- Insérer une infobox (cadre d'informations à droite) n'est pas obligatoire pour parachever la mise en page.

Pour une aide détaillée, merci de consulter Aide:Wikification.
Si vous pensez que ces points ont été résolus, vous pouvez retirer ce bandeau et améliorer la mise en forme d'un autre article.
Monique Schaar est une artiste peintre de l'École belge, née à Bruxelles en 1939. Elle est peintre, affichiste et illustratrice. Elle commence la peinture à l'huile en 1970. Elle est surtout connue pour sa peinture naïve. Ses tableaux se caractérisent par des couleurs vives et de nombreux détails. 
Elle a exposé entre autres en Belgique, en France, en Italie, en Suisse, à Amsterdam, à Londres, à Stockholm, à New York,,,.  

## Prix et distinctions
Médaille de bronze, concours international d’art naif, Morges, Suisse; 1990 Premier prix du jury et 3e prix de la presse, Concours International de peinture à Spa, Belgique; 1992 médaille d’or, concours pour prix Suisse et prix d’Europe, Morges, Suisse ; 1996 Médaille d’argent, Georges Kasper, Morges, Suisse; 1998 mention spéciale, Concours pour prix Suisse et prix d’Europe, Morges, Suisse ; 2001 Prix de la ville de Morges, Suisse ; 2015 Prix du jury de la biennale d'art naïf, Bruxelles.

## Collections Publiques
Ses oeuvres sont conservées au Musée d'Arts de Nantes, au  Musée d’art naïf de Vicq en Ile-de-France, au Musée d'art naïf Max Fourny à Paris, au Musée d’art spontané et naïf, à Bruxelles,.